# La nave del diavolo
La nave del diavolo (The Devil-Ship Pirates) è un film del 1964 diretto da Don Sharp.
Si tratta del terzo film sui pirati targato Hammer dopo Gli spettri del capitano Clegg e I pirati del fiume rosso.

## Trama
Una nave pirata appartenente all'Invincibile Armada sbarca in Cornovaglia e ne conquista un villaggio. Al momento di ripartire, il capitano Robeles vuole portare via con sé tutte le ragazze del posto suscitando così l'ira degli abitanti del villaggio che si ribelleranno agli invasori.